# 我们奔跑而来的道路…/Next SPARKLING!!
《我们奔跑而来的道路…/Next SPARKLING!!》（日语：／ Bokura no Hashittekita Michi wa…/Next Sparkling!!）是Aqours的单曲，也是动画电影《Love Live! Sunshine!! 学园偶像电影～彩虹彼端～》收录曲第一弹，2019年1月23日由Lantis发行。

## 简介
本单曲为双A面单曲，其中为《Love Live! Sunshine!! 学园偶像电影～彩虹彼端～》的片头曲，片中使用的短版已随官方公布的电影开场7分钟影像公开；另一首A面曲《Next SPARKLING!!》为电影的片尾曲，在剧中Aqours成员以天使造型登场，歌曲标题同时也成为Aqours预定于2019年6月举办的第五次演唱会的副标题。初回限定版单曲随机封入Aqours人物卡片一张（共9种）以及“LoveLive! Sunshine!! Aqours 5th LoveLive! ～Next SPARKLING!!～”演唱会首日（2019年6月8日）抽选券一张。
另外，手机游戏《Love Live! 学园偶像祭》也将从2019年2月开始限时配信该歌曲。

## 销售成绩
根据Oricon提供的数据，单曲发售首日推定销量为26270张，位列Oricon公信榜第一位，为Aqours单曲首次在发行首日登上公信榜第一位。尽管并非Aqours以及“Love Live!”企划首周销量最高的音乐作品，在2019年1月29日Oricon公布的公信榜销量周榜中，单曲仍以约7.4万张的销量获得周榜冠军，为Aqours乃至整个“Love Live!”企划首张获得Oricon公信榜周冠的单曲。而在Billboard JAPAN，单曲也以79528张的销量获得Top Singles Sales（单曲榜）周冠。

## 收录曲目
收录内容中vocal曲以粗体表示，括号中的中文翻译仅供参考，并非官方翻译。
| CD       | CD                            | CD        | CD        | CD    |
| 曲序     | 曲目                          | 作曲      | 编曲      | 时长  |
| -------- | ----------------------------- | --------- | --------- | ----- |
| 1.       | （我们奔跑而来的道路…）       | EFFY      | EFFY      | 5:29  |
| 2.       | Next SPARKLING!!              | Carlos K. | Carlos K. | 6:28  |
| 3.       | （Off vocal）                 |           |           | 5:29  |
| 4.       | Next SPARKLING!!（Off vocal） |           |           | 6:28  |
| 总时长： | 总时长：                      | 总时长：  | 总时长：  | 23:54 |